# Донской рыбный заповедник
Донской рыбный заповедник (официальное название — Донское постоянное запретное рыбное пространство) — природоохранный объект, расположенный в дельте Дона.

## История
Донской рыбный заповедник основали 20 февраля 1819 года указом царского сената. Нужда в его закладке в то время была продиктована сословными интересами казаков, с целью обеспечить возможность ценным промысловым видам рыбы пройти для отложения икры к станице Елизаветинской и другим казацким населённым пунктам вверх по реке. Это шло вразрез с интересами иногородних рыбаков, проживавших в нижних частях дельты. Кроме того, указ устанавливал и ряд мероприятий по охране ихтиофауны. Организация постоянного запретного пространства способствовало выполнению и такого важного задания, как воспроизведение популяции рыбы Азовского моря. Создавались условия для концентрации производителей ценных видов рыб в дельте Дона и их защита.
Значительную роль заповедника в рыбном хозяйстве позже подтвердили как исследователи Российской империи, так и советские учёные, благодаря чему заповедник так долго просуществовал. В частности выросла его роль после сооружения на Дону Цимлянской ГЭС.

## География
Находится заповедник в нижней половине дельты и на примыкающей к ней акватории Таганрогского залива. По морю граница проходит от восточного рубежа села Приморка на северную часть Павло-Очаковской косы. По суше граница простирается от села Приморка по северному берегу Таганрогского залива, правому побережью реки Мёртвый Донец до железнодорожной станции Хапры, дальше прямо до ерика Бубнова (рядом с хутором Дугино), потом по левому побережью ерика Бубнова до ответвления ерика Кабачного, дальше по правому побережью ерика Кабачного до устья в реке Большая Кутерьма. Оттуда граница проходит прямо на левое побережье Большой Кутерьмы к отметке, расположенной в 400 метрах от притонка тони «Казачка», и с левой стороны Большой Кутерьмы до ответвления от неё речки Каланчи, дальше прямо на юго-западную границу хутора Донского, потом до правой части устья гирла Песчаного, дальше на юг — на левую сторону гирла Песчаного, затем до правой стороны устья реки Сухой Кагальник, рек Сухой и Мокрый Кагальник до Пешковской плотины, откуда по южному побережью Таганрогского залива до северной части Павло-Очаковской косы.
В 70-е годы заповедник занимал примерно 68 тыс. га, из них морская половина составляла чуть менее 40 тысяч гектаров, а общая длина гирл и ериков достигала больше 400 км.
Рубежи заповедника несколько раз менялись, в основном за счёт увеличения территории. В советское время границы были закреплены правилами раболовства в бассейне Азовского моря, подписанными в 1976 году. В запретном пространстве запрещена любая рыболовная деятельность.

## Фауна
В Донском заповеднике в течение осени и зимы скапливаются большие популяции судака, леща и прочих промысловых рыб, весной они с установлением нужных условий переходят для метания икры на донские нерестилища. Береговая зона заповедника, его ерики и гирла являются местом размножения леща, судака и сазана. Помимо этого, в заповеднике питается молодь, в частности на начальном этапе своего жизненного цикла после оката с донских нерестилищ.
Помимо ихтиофауны в заповеднике гнездится ряд ценных и редких видов водоплавающей и болотной птицы: уток, лысух, серых гусей, лебедей, караваек, колпиц и прочих видов. Также на территории заповедника водились кабаны и лоси.

## Правовой статус
Согласно Федеральному закону № 33-ФЗ от 14.03.95, Донское запретное рыбное пространство (ДЗРП) не входит в число особо охраняемых природных территорий по статусу. Статус рыбного заповедника подтверждён подзаконными актами профильных исполнительных органов (приказ Департамента по рыболовству Минсельхозпрода РФ от 01.07.96).
Согласно «Правилам рыболовства в бассейне Азовского моря», принятым приказом Комитета РФ по рыболовству № 139 от 01.07.94 и приказом Министерства Рыбного хозяйства Украины № 177 от 19.10.95, в Донском запретном рыбном пространстве круглый год запрещён промысел.